# Heppiaceae
Heppiaceae är en familj av svampar. Heppiaceae ingår i ordningen Lichinales, klassen Lichinomycetes, divisionen sporsäcksvampar och riket svampar.
|            | Peltulaceae              |
|            |                          |
| Heppiaceae | \| \| Heppia \| \| \| \| |
|            | \| \| Heppia \| \| \| \| |
|            | Lichinaceae              |
|            |                          |
|            | Gloeoheppiaceae          |
|            |                          |
|            | Heppia                   |
|            |                          |

|  | Heppia |
|  |        |